# Antirracismo anarquista
Muitos anarquistas históricos e contemporâneos se autodefiniram como  antirracistas. Diversos anarquistas da segunda metade do século XIX - como Lucy Parsons - filha de negros escravos e indígenas do México, e ex-escrava no sul dos Estados Unidos - viam o racismo como mais um dos muitos efeitos negativos do capitalismo que acreditavam, seria abolido em um mundo pós-capitalista. Entre os anarquistas contemporâneos, no entanto, o antirracismo é considerado um tópico de grande importância visto como uma das muitas formas de hierarquia social e estratificação independentes do capitalismo que precisam ser destruídas. Nenhuma organização ou vertente anarquista jamais incluiu o racismo em sua plataforma, e muitas formações atuais incluem entre seus posicionamentos o antirracismo. Em termos de exemplo os anarquistas estadunidenses sozinhos se opuseram as práticas racistas contra as populações chinesas e os trabalhadores mexicanos em fins do século XIX e início do 20.

## Antirracismo anarquista na Europa
Desde o final da década de 1970 anarquistas têm se envolvido na luta contra a organização de grupos neofascistas. Na Alemanha e no Reino Unido alguns anarquistas trabalharam dentro de grupos de militantes antifascistas ao lado de membros da esquerda marxista. Eles defendiam o combate direto aos fascistas com o uso de força física ao invés de relegar esta tarefa ao estado. Desde o fim da década de 1990, uma tendência similar se desenvolveu no anarquismo estadunidense.

## Antirracismo anarquista na América do Norte
O anarquismo negro é um termo abrangente reivindicado frequentemente por pessoas e organizações anarquistas que colocam a análise das relações raciais e a luta pela libertação negra como frontal em seus engajamentos, mas que também se diferenciam em suas concepções estratégicas do anarquismo, adotando do plataformismo ao sindicalismo revolucionário, e portanto precisam ser vistos como um campo heterogêneo de práticas dentro do anarquismo.  O anarquismo negro surge nominalmente a partir da ascensão das lutas pela libertação negra nos Estados Unidos da América, principalmente em organizações como o Partido dos Panteras Negras e o Exército Negro de Libertação, como também do movimento pan-africanista internacional - as contradições percebidas nessas organizações, frequentemente relativas à constituição hierárquica e vanguardista, motivaram diversos militantes à buscar e formular alternativas libertárias. Foi no cárcere que a maioria dos primeiros propositores do anarquismo negro fizeram uma crítica de suas experiências militantes e cruzaram pela primeira vez com a literatura anarquista, disponibilizada nas prisões por grupo como a Cruz Negra Anarquista.